# Désembouage
Cet article possède un paronyme, voir désembuage.
Le désembouage est une technique de nettoyage des installations de chauffage central qui utilisent l’eau courante pour faire circuler la chaleur depuis les appareils qui la produisent (chaudière, pompe à chaleur, groupe froid, capteurs solaires) vers ceux qui l’émettent.
Elle consiste à éliminer les boues qui se sont formées et accumulées dans la chaudière, les radiateurs, les tuyaux sous l’effet de la dégradation et de la corrosion des métaux de l’installation par l’eau.

## Le chauffage central et la corrosion
Dans une installation de chauffage central qui recourt à l’eau comme fluide caloporteur, l’eau se trouve en contact avec différents métaux: acier, fonte ou aluminium au niveau des radiateurs et de la chaudière, cuivre au niveau des tuyaux. Or l’eau est de nature corrosive, elle attaque systématiquement tous les matériaux qu’elle côtoie.
Dans une installation de chauffage, l’oxygène qu’elle contient réagit avec les métaux et crée un processus chimique d’oxydo-réduction. Les produits de cette réaction sont des oxydes métalliques qui se retrouvent en suspension dans l’eau et ont tendance à se déposer dans certaines zones de l’installation : 
- circulateur de la chaudière autrement dit la pompe qui fait circuler l’eau ;
- zones basses des radiateurs ;
- coudes au niveau des tuyaux.

C’est lorsque ces oxydes métalliques se déposent et sédimentent que l’on peut parler d’un phénomène d’embouage qui rend alors nécessaire l’opération de désembouage.

## Conséquences de l'entartrage et l'embouage
Le tartre présent parmi les appareils électroménagers ou les équipements de chauffage est différent de celui des canalisations qui s'avère être bien plus sournois car il ne se voit pas. En effet, les dégâts sont perceptibles a posteriori et engendrent un débit d'eau réduit à un simple filet d'eau, des bruits de radiateurs ou une augmentation d'au moins 10 % de la consommation. Cette augmentation de consommation est discutable (voir ci-dessous).
Un autre mal existe : l'embouage. Le pouvoir corrosif de l'eau produit des oxydes de métaux susceptibles de détériorer les composants de l'installation, de former des dépôts (boues magnétiques, débris), d'entraver la circulation dans les radiateurs voire de les percer. Autre effet de l'embouage : l'émission de gaz nécessitant de purger les radiateurs. Si le principe de l'embouage est différent de celui du tartre, les conséquences sont identiques : des installations bruyantes, des pertes de rendement et des pannes.

## Les bienfaits du désembouage
On lit souvent que "le rendement énergétique de l’installation et des appareils de chauffage est amélioré, pour parfois gagner environ 15 % de rendement en désembouant une installation victime de corrosion". Pour être plus juste, c'est la capacité d'échange des radiateurs qui est réduite. Les radiateurs prélèvent moins de chaleur sur le réseau de chauffage. Cette chaleur n'est donc pas produite par la chaudière. Il n'y a donc pas de surconsommation. C'est le principe de conservation de l’énergie : toute la chaleur produite par la chaudière est bien utilisée. En revanche, il se peut que la chaudière elle-même soit détériorée et, qu'en raison d'un mauvais échange, une partie de la chaleur produite par un bruleur (gaz ou fuel) parte dans les fumées en réduisant le rendement de la chaudière elle-même, mais surement pas de 15 % et pas dans le cas d'une chaudière électrique ou une pompe à chaleur.[réf. nécessaire]
La longévité des appareils de chauffage en est augmentée et la consommation d’énergie et des émissions de gaz à effet de serre réduite.
Lorsque les boues se déposent au niveau de la chaudière, elles peuvent générer des casses. Dans les parties basses des radiateurs, elles créent des zones froides où l’eau ne circule plus et les empêchent de chauffer à plein rendement. Si elles se déposent dans les tuyaux, notamment dans des installations équipées de planchers chauffants, elles peuvent les obstruer et bloquer la circulation et la diffusion de chaleur.
De façon générale, si l’on sait que l’installation n’a jamais été ni désembouée ni traitée contre la corrosion, il est quasiment certain qu’un phénomène de corrosion s’est mis en place.
Dans certaines régions où l’eau est très corrosive, de premières dégradations peuvent être perceptibles au bout de quelques mois.
Pour tirer au clair le niveau d’embouage, deux solutions : 
- on peut purger l’un de ses radiateurs pour voir si l’eau qui en sort est colorée de jaune au marron-noir. Si c’est le cas, la corrosion est active depuis longtemps ;
- on peut faire analyser son eau de chauffage par un laboratoire indépendant en commandant un kit de test.

## La réglementation en matière d’entretien
En France, il est obligatoire de faire contrôler son installation de chauffage et de production d’eau chaude une fois par an. Il s’agit avant tout de garantir la sécurité du système notamment face aux risques liés au monoxyde de carbone, d’opérer quelques réglages et de repérer d’éventuels dysfonctionnements. Par contre il n’existe aucune loi obligeant à nettoyer et traiter le système de chauffage dans sa globalité. L’ADEME conseille cependant de nettoyer sa chaudière.
Le Royaume-Uni, quant à lui, a rendu le nettoyage et le traitement préventif obligatoires dès lors qu’une chaudière neuve est installée dans un logement neuf ou existant. Les Building Regulations, texte qui définit les normes à respecter, indique les obligations suivantes : 
- nettoyage sous pression des systèmes de chauffage central avant toute installation d’une chaudière neuve;
- ajout d’un produit de traitement de l’eau lors du remplissage du système afin de limiter la corrosion ainsi que la formation de tartre et de boues.

Il s’agit d’une part d’assurer la longévité de la chaudière financée en partie par la collectivité et d’autre part de limiter les dépenses énergétiques et l’émission de gaz à effet de serre.
En Suisse, pas de norme obligatoire  en matière d'entretien, cependant la norme SICC BT 102-01 est une directive de la qualité de l'eau dans les installations techniques du bâtiment. Le but de cette directive est de remplir les installations de chauffage  en eau traitée afin de lutter contre la corrosion.

## La technique de désembouage
Le désembouage d'une installation de chauffage ou d'eau glacée s'effectue selon plusieurs méthodes :
- L'injection dans le circuit de chauffage (ou eau glacée) d'un produit chimique appelé désembouant (rapide ou lent) ⇒ la formation de boue résulte d'une oxydation, le désembouage consiste donc à désoxyder le réseau et il n'y a pas de désoxydation sans l'utilisation de produit chimique destiné à cet effet.
- le rinçage du circuit, méthode mécanique qui consiste à nettoyer et détacher les boues en injectant de l'air à haute pression dans l'eau ⇒ c'est la technique dite en "Hydrodynamique".
- L'injection d'un produit inhibiteur de corrosion, permettant de ralentir les phénomènes de corrosion en bloquant l'action de l'oxygène (et donc l'oxydation) et en stabilisant le pH dans le circuit.
- la pose permanente d'un module de désembouage (voir ci-après) pour traiter en continu l'embouage et réduire les boues. Les désemboueurs écologiques et ceux à résonance vibratoire magnétique évitent l'injection de désembouants chimiques qui se dégradent dans le temps et qui peuvent contribuer à acidifier l'eau par la dégradation moléculaire des produits.

Complément de désembouage:
La mise en place d'un appareillage tel que le pot à boue permet  de réaliser dans le temps un meilleur suivi de l'embouage d'un réseau et de limiter l'éventuel encrassement d'un élément donné (exemples: chaudière, échangeur...). Ce type de matériel ne peut pas être efficace s'il est installé seul et sans désembouage préalable. Enfin, le respect des règles de l'art en génie thermique recommande la pose d'un appareil de traitement des boues, dénommé désemboueur, installé en fixe sur le retour primaire de l'installation ou en dérivation (pour traiter 30 à 50 % du débit total). Il existe une grande variété de matériel sur le marché (désemboueur magnétique, désemboueur écologique, désemboueur à résonance vibratoire magnétique ...). 